# Hua yang shao nian shao nu
Hua yang shao nian shao nu (cinese tradizionale: 花樣少年少女; cinese semplificato: 花样少年少女; titolo internazionale: Hanazakarino Kimitachihe), conosciuto anche come Hua Yang Shao Nian Shao Nu, è una serie televisiva taiwanese ispirata al manga Hana-Kimi di Hisaya Nakajo e prodotta e messa in onda dalle reti televisive CTS e GTV. Il programma è stato trasmetto anche sulle reti televisive Channel U di Singapore e TVB di Hong Kong. A marzo del 2008, è stato messo in onda anche dal canale ABS-CBN delle Filippine.
Nel drama recitano Wu Chun e Jiro Wang della boy band taiwanese Fahrenheit, ed Ella Chen del gruppo femminile mandopop S.H.E. La colonna sonora originale di Hanazakarino Kimitachihe è stata pubblicata il primo dicembre 2006.
Sebbene il titolo del manga originale significhi "Per voi in piena fioritura", il titolo dell'adattamento taiwanese vuol dire "I trucchi dei ragazzi e delle ragazze", riferendosi alla vita degli studenti su cui la serie si basa. In realtà, il nome inglese ufficiale è un'errata romanizzazione del titolo originale del manga. Quando la VIZ Media tradusse il nome del manga dal giapponese all'inglese, l'originale "kimitachi e" venne erroneamente trasformato in "kimitachihe", che è quindi rimasto come titolo del drama. Il programma è stato girato alla National Chi Nan University di Puli, nella contea di Nantou. Il titolo cinese del drama è lo stesso che è stato usato nella traduzione in cinese del manga, edito dalla Tong Li Publishing.
Del manga sul quale la serie è basata è stato fatto anche un altro adattamento televisivo in Giappone, i cui attori principali sono Shun Oguri (nel ruolo di Izumi Sano), Maki Horikita (nel ruolo di Mizuki Ashiya) e Tōma Ikuta (nel ruolo di Shuichi Nakatsu).

## Trama
In America, una ragazza di nome Lu Rui Xi (Ella Chen) sta guardando un documentario su un atleta taiwanese di salto in alto, Zuo Yi Quan (Wu Chun). Ispirata dai suoi salti, Rui Xi decide che vuole incontrare il suo idolo di persona, e si trasferisce quindi alla Ying Kai University, la scuola da lui frequentata a Taiwan. Tuttavia tale scuola è esclusivamente maschile, quindi Rui Xi si traveste da ragazzo in modo da poter frequentare. Il giorno del suo arrivo conosce e fa amicizia con Jin Xiu Yi (Jiro Wang). Durante una partita amichevole di calcio tra i due, Rui Xi viene colpita per sbaglio e perde conoscenza. Quan accorre in suo aiuto per portarla dal dottore della scuola, ma appena la prende in braccio per portarla in infermeria scopre che in realtà è una ragazza. Egli tiene l'identità di Rui Xi nascosta a tutti, inclusa lei stessa, ed inizia a sbocciare una relazione inconscia tra i due. Nel frattempo, la presunta virilità di Rui Xi non supera il test del "radar per ragazze" di Xiu Yi, il quale inizia a sviluppare dei sentimenti per lei. Xiu Yi, però, non è a conoscenza del fatto che Rui Xi sia realmente una ragazza, e inizia a porsi delle domande sulla propria sessualità. Finisce per annunciare all'intera scuola di essere gay. Trascorrono diversi eventi, tra cui un'interessante vacanza estiva che Quan, Rui Xi e Xiu Yi passano a lavorare in un bed & breakfast a causa del fatto che il loro dormitorio scolastico avrebbe dovuto subire una ristrutturazione. Alla fine, Rui Xi si trova a riflettere ad alta voce sui due anni passati nella scuola, insieme a Quan, Xiu Yi e gli altri amici. Decide di lasciare segretamente la Ying Kai, ma non si accorge che Quan ha ascoltato tutti i suoi pensieri. Il ragazzo chiama a raccolta tutto il gruppo di amici per fermare Rui Xi, adducendo come scusa che lei sarebbe tornata in America per un futile intervento plastico alle palpebre.

## Personaggi
L'intero cast dei personaggi del drama è basato sui personaggi tratti dal manga originale giapponese. La maggior parte dei nomi dei personaggi della serie televisiva sono approssimazioni molto vicine della traslitterazione cinese dei nomi dei personaggi del manga.

### Personaggi principali
- Lu Rui Xi (盧瑞希) (Joey/Joelle) (Ella Chen delle S.H.E; basata su Mizuki Ashiya) – protagonista femminile, che si traveste da ragazzo per frequentare la stessa scuola di Quan.
- Zuo Yi Quan (左以泉) (Brian) (Wu Chun dei Fahrenheit; basato su Izumi Sano) – Protagonista maschile, atleta famoso del salto in alto. Solitamente è tranquillo, ma difende le persone a cui tiene. Dall'arrivo di Rui Xi (Ella) nella scuola, egli comincia ad aprirsi; Rui Xi è l'unica che riesce a persuadere Quan a ricominciare ad allenarsi nel salto in alto.
- Jin Xiu Yi (金秀伊) (Wesley) (Jiro Wang dei Fahrenheit; basato su Shuichi Nakatsu) – Star del calcio della Ying Kai. Inizia ad avere dubbi sulle proprie preferenze sessuali sin da quando conosce Rui Xi.

### Personaggi minori
- Mei Tian(梅田) (Dottor MJ) (Tang Zhi Ping; basato su Hokuto Umeda)  – Dottore gay della scuola. Funge da consigliere e guardiano di Rui Xi.
- Liang Si Nan  (梁思南) (Tristan) (Danson Tang; basato su Minami Nanba) – Civettuolo capo del secondo dormitorio. È figlio di Mei Ying Hua, e nipote di Mei Tian.
- Jiang Ye Shen (江野伸) (Chen Wen Xiang; basato su Noe Shinji) Studente. Si vede frequentemente lisciarsi i capelli.
- Guan Ri Hui (關日輝) (Xie Zheng Hao; basato su Sekime Kyougo) Studente. Si vede sempre accompagnato da Jiang Ye Shen.
- Da Shu (司馬樹) (Harold) (Xie He Xian aka a Chord; basato su Taiki Kayashima) Compagno di stanza di Xiu Yi, e cacciatore di spiriti amatoriale. Non si vede mai senza una bacchetta tra i capelli. Solitamente viene rimproverato dai suoi amici poiché parla sempre di fantasmi, oltre a salutare e parlare con esseri immaginari.
- Julia (Nissa Marion; basata su Julia) – Migliore amica di Rui Xi. Proviene dagli Stati Uniti, e quando parla dice sempre qualche parola in inglese.
- Yu Ci Lan (basato su Yujiro) Il cane che Quan aveva salvato dall'accalappiacani. A causa del fatto che le persone che avevano tentato di fargli del male erano tutti uomini, Yu Ci Lan ha un particolare disprezzo per tutti gli esseri umani di sesso maschile, eccetto Quan.
- Shen Le (申樂) (Aldrich) (Ethan Ruan; basato su Makoto Kagurazaka) – Il rivale di Quan. Ha dei superficiali alterchi con Quan, ma li mette da parte per aiutarlo quando sorgono dei problemi.
- Lu Jing Xi (盧静希) (JJ Lin; basato su Shizuki C. Ashiya) – Fratello maggiore di Rui Xi. È laureato all'Università Harvard e si sta specializzando in cardiologia.
- Mei Ying Hua (梅穎華) (Guo Chin Chun; basata su Io Nanba) Sorella di Mei Tian, e madre di Liang Si Nan.
- Wang Tian Si (王天寺) (Zhang Hao Ming; basato su Megumi Tennouji) Capo del primo dormitorio.
- Li Cheng Yang (李承央) (Yang Hao Wei; basato su Senri Nakao) Chiamato Yang Yang (央央) dai compagni. È uno studente cinico e femmineo. È conosciuto come il "rubacuori" della Ying Kai, ed ha una cotta per il capo del secondo dormitorio.
- Chi Jun Li (池君莉) (Vivienne Lee) Confidente e amica di Xiu Yi. È stata la ragazza di Xiu Yi, finché lui non le ha confessato di amare qualcun altro.
- Ri Ben Qiao (日本喬)[1] (Fu Tou; basato su Wataru Nihonbashi) Fotografo della scuola, che molesta e pedina gratuitamente gli altri studenti.
- Oscar (Andy Gong; basato su Masao Himejima) Capo del terzo dormitorio.
- Yuan Qiu Ye (元秋葉) (Duncan Chow; basato su Akiha Hara) Famoso fotografo, ex-compagno di classe di Mei Tian quando entrambi frequentavano la Ying Kai.
- Wu Wan Juan (吳琬絹) (Alexia Gao; basata su Kinuko Karasuma) Conosciuta anche come KK. Lei ha scritto la maggior parte, se non tutti, gli articoli su Zuo Yi Quan nel suo periodo d'oro del salto in alto. Durante il periodo universitario, era una compagna di corso più piccola di Mei Tian.
- Abby (Joelle Lu; basata su Ebi Kotobuki) Assistente ed ex-moglie di Yuan Qiu Ye.
- Ke Yu Xiang (柯語湘) (Chen Xiang Ling; basata su Rika) Amica di Quan delle scuole superiori. One day, she inadvertently found herself in the middle of a road, prompting Quan to save her. Quan would end up suffering a knee injury from the incident, and would pull out of high jumping for the next two years.
- Jiu Duan (九段) (Kao Chi Hung; basato su Itsuki Kujou) Maestro di Taekwondo, e uno dei seguaci di Wang Tian Si.
- Bei Hua Ke (貝華克) (Yuan Ming Zhe) Uno dei seguaci di Wang Tian Si. La sua esagerata lealtà verso il suo capo lo porta a prendere misure drastiche contro Rui Xi.
- Men Zhen (門真) (Zhang Yong Zheng; basato su Shoutaro Kadoma) Matricola che vive nel primo dormitorio.

## Accoglienza
L'episodio pilota di Hua Yang Shao Nian Shao Nu si è subito piazzato bene con gli ascolti, con un indice del 3.05. Il programma ha dovuto affrontare una leggera competizione quando è stato messo in onda il primo episodio della serie Corner With Love, con Show Luo e Barbie Hsu. L'indice di ascolti di quella settimana di Corner With Love fu del 2.81, con un picco intorno ai 3.25, ma Hua Yang Shao Nian Shao Nu gli fu letteralmente superiore, con una media di 3.91. La minaccia di Corner With Love sarebbe stata effettiva una sola volta, quando l'ottavo episodio di Hua Yang Shao Nian Shao Nu ha raggiunto un indice di 3.88, e quello di Corner 3.17 - una differenza di circa 150.000 telespettatori al minuto. Durante la lotta agli indici delle due serie, Hanazakarino ha sempre ottenuto gli share settimanali più alti. Durante il dodicesimo episodio, la serie ha raggiunto l'indice di 5.0. L'episodio finale ha raggiunto un indice di 5.98. Gli ascolti di Hua Yang Shao Nian Shao Nu sono stati così alti che dei canali televisivi in Giappone e Corea del Sud hanno offerto più di 30.000.000 NDT per acquistare i diritti per trasmettere il drama. Grazie agli indici di ascolto, il drama è stato candidato nella categoria "Miglior Drama Giovanile" ai Seoul International Drama Awards del 2007. La GTV in realtà aveva pensato di piazzare il drama tra i candidati nella categoria "Miglior Serie Televisiva", insieme alle serie di Pechino Tang Dynasty e The Great Revival, ma all'ultimo momento c'è stato un cambio di disposizioni. Seguendo il successo del drama, concluso con il 15º episodio, i mezzi di comunicazione hanno dichiarato che sarebbe stato girato un sequel del drama, con Ella, Wu e Wang che avrebbero ripreso i propri ruoli. A settembre del 2007, tuttavia, il produttore Huang Wang Bo smentì ufficialmente tali dichiarazioni.

## Trasmissioni internazionali
Il programma è stato trasmesso sia sulla rete Channel U di Singapore, che sulla TVB di Hong Kong.
- Malaysia - 24 maggio 2007 - channel 8TV.
- Canada - 3 agosto 2007 - Talentvision.
- Filippine - 24 marzo 30 maggio 2008 - ABS-CBN
- Hana Kimi è stato nuovamente messo in onda sulla ABS-CBN, a partire dal 7 giugno alle 10:00 di mattina.
- Nella trasmissione delle Filippine, i nomi cinesi sono stati cambiati in nomi inglesi come segue:

Personaggi principali
| Nome taiwanese | Nome occidentale |
| -------------- | ---------------- |
| Lu Rui Xi      | Joelle / Joey Lu |
| Zuo Yi Quan    | Brian Zuo        |
| Jin Xiu Yi     | Wesley Jin       |

Personaggi minori
| Nome taiwanese | Nome occidentale     |
| -------------- | -------------------- |
| Liang Si Nan   | Tristan Liang        |
| Yu Ci Lan      | Frisky               |
| Shen Le        | Aldrich Shen         |
| Li Cheng Yang  | Richard "Yan-yan" Li |
| Mei Tian       | (Doc) MJ Mei         |
| Lu Jing Xi     | Vince Lu             |
| Mei Ying Hua   | Evelyn Mei           |
| Wang Tian Si   | Rex Wang             |
| Men Zhen       | Ian Men              |
| Jiu Duan       | Jake Jiu             |
| Wu Wan Juan    | Candy "KK" Wu        |
| Jiang Ye Shen  | Johnny Jiang         |
| Guan Ri Hui    | Steven Guan          |
| Sima Shu       | Harold Sima          |
| Chi Jun Li     | Lovely Chi           |
| Ke Yu Xiang    | Misha Ke             |
| Yuan Qiu Ye    | Benjie Yuan          |

- In un episodio Rui Xi cita un'altra serie televisiva nella quale ha recitato Wu Chun, Tokyo Juliet. Chun nel ruolo di Quan nega di aver mai visto tale serie.
- In una delle scene del drama, Rui Xi guarda in televisione un episodio di "It Stared with a Kiss".